# Liste vom Aussterben bedrohter Arten im Nordostpazifik
In der Liste vom Aussterben bedrohter Arten im Nordostpazifik (FAO-Fanggebiet 67) sollen die von der IUCN in der Roten Liste gefährdeter Arten als „vom Aussterben bedroht“ (Critically Endangered) eingestuften Tier- und Pflanzenarten dargestellt werden. Quelle ist die Rote Liste gefährdeter Arten der IUCN mit Stand vom 22. Dezember 2021.
| Artname               | Lateinischer Name        | Bild |
| --------------------- | ------------------------ | ---- |
| Hundshai              | Galeorhinus galeus       |      |
| Sonnenblumen-Seestern | Pycnopodia helianthoides |      |
| Felsenbarsch          | Sebastes paucispinis     |      |